# Tri Lễ, Nghệ An
Tri Lễ là một xã thuộc tỉnh Nghệ An, Việt Nam. Xã được hình thành trên cơ sở sáp nhập xã Nậm Nhoóng và xã Tri Lễ của huyện Quế Phong trong đợt Sáp nhập tỉnh thành Việt Nam 2025.

## Địa lý
Xã Tri Lễ có vị trí địa lý:
- Phía Đông giáp xã Mường Quàng và xã Quế Phong;
- Phía Nam giáp Nhôn Mai và Hữu Khuông;
- Phía Tây giáp Hữu Khuông và nước CHDCND Lào;
- Phía Bắc giáp xã Quế Phong.

Xã Tri Lễ có diện tích tự nhiên 243,95 km².

## Hành chính và tên gọi
Xã Tri Lễ được thành lập theo Nghị quyết số 1678/NQ-UBTVQH15 của Ủy ban Thường vụ Quốc hội Việt Nam, ban hành ngày 16 tháng 6 năm 2025. Theo đó, sắp xếp toàn bộ diện tích tự nhiên, quy mô dân số của xã Nậm Nhoóng và xã Tri Lễ thuộc huyện Quế Phong trước đây thành một xã mới có tên gọi là xã Tri Lễ.
Sau sắp xếp xã có diện tích tự nhiên: 243,95 km², quy mô dân số: 14.432 người.